# (1186) Turnera
(1186) Turnera es un asteroide perteneciente al cinturón de asteroides que orbita entre Marte y Júpiter con un periodo orbital de 5,25 años. Su nombre hace referencia a Herbert Hall Turner, astrónomo británico que fue director del Observatorio Universitario de Oxford.
Fue descubierto el 1 de agosto de 1929 por Cyril V. Jackson desde el Observatorio Union, en Johannesburgo, Sudáfrica. Turnera forma parte de la familia asteroidal de Eos.